# Canthylidia crocopepla
Canthylidia crocopepla là một loài bướm đêm trong họ Noctuidae.